# Linnich
Linnich è una città di 12 835 abitanti della Renania Settentrionale-Vestfalia, in Germania.
Appartiene al distretto governativo (Regierungsbezirk) di Colonia e al circondario (Kreis) di Düren (targa DN).

## Geografia antropica

### Suddivisioni amministrative
Linnich è divisa in 13 zone (Ortschaft), corrispondenti all'area urbana e a 12 frazioni:
- Linnich (area urbana)
- Boslar
- Ederen
- Floßdorf
- Gereonsweiler
- Gevenich
- Glimbach
- Hottorf
- Körrenzig
- Kofferen
- Rurdorf
- Tetz
- Welz

## Gemellaggi[3]
- Lesquin, dal 1974